# Donovan Bailey
Donovan Bailey (Manchester Parish, Jamajka, 16. prosinca 1967.), umirovljeni je jamajansko-kanadski sprinter, dvostruki olimpijski pobjednik, koji je svojedobno držao svjetski rekord na 100 metara.
Njegov rezultat s Igara u Atlanti 1996. godine od 9,84 sekunde bio je u tom trenutku i svjetski rekord na 100 m. Bio je prvi Kanađanin koji je bez pomoći vjetra probio granicu od 10 sekundi u utrci na 100 m. Bailey je tijekom utrke u kojoj je osvojio olimpijski naslov 1996. godine dostigao brzinu od 12.10 m/s (43,6 km/h), što je u to vrijeme bila najveća zabilježena brzina čovjekovog trka. U kanadsku sportsku kuću slavnih primljen je 2004. godine kao pojedinačni sportaš, a 2008. godine kao dio štafete 4x100 ljetnih olimpijskih igara 1996. Godine 2005. također je primljen u Sportsku kuću slavnih u Ontariju.

## Rani život
Rođen u župi Manchesteru na Jamajci 1967. godine, Bailey je imigrirao u Kanadu s 13 godina. Tamo je igrao košarku s Johnom Degenhardtom prije diplome na srednjoj školi Queen Elizabeth Park u Oakvilleu, Ontario. Počeo se natjecati kao sprinter na 100 m honorarno 1991. godine, ali se sportom nije ozbiljno bavio tek 1994. godine. U to je vrijeme bio i mešetar. Trenirao ga je Amerikanac Dan Pfaff.

## Karijera
Tijekom sredine 1990-ih godina ostvario je potpunu dominaciju u utrkama na 100 m, te je u tom periodu bio dvostruki olimpijski i trostruki svjetski prvak. U sezoni 1993. – 94. Natjecao se za Fenerbahçe Athletics. Na svjetskom prvenstvu u atletici u švedskom Göteborgu 1995. Bailey je osvojio i sprint na 100 metara i štafete 4 × 100 m.
Malo pred Olimpijske igre u Atlanti 1996., Bailey je, tijekom natjecanja u Renu, Nevada, srušio dvoranski svjetski rekord na 50 metara s rezultatom od 5,56 sekundi. Maurice Greene je poravnao taj rezultat 1999. godine, ali ta utrka nikada nije ratificirana kao svjetski rekord. Bailey je ponovio uspjeh na Olimpijskim igrama u Atlanti 1996., postavivši svjetski rekord od 9,84 s s vjetrom od +0,7 m/s. Mnogi su Kanađani osjećali kako je njegova pobjeda vratila ugled kanadskih sportaša, koji je bio okaljan poništenom pobjedom Bena Johnsona na Ljetnim olimpijskim igrama 1988. u Seulu. Bailey je bila tek druga osoba koja je istodobno držala sve glavne naslove na 100 m (svjetski prvak, olimpijski prvak i nositelj svjetskog rekorda); Carl Lewis je bio prvi koji postigao ovaj podvig.
Bailey je osvojio treći naslov svjetskog prvaka 1997. s kanadskom štafetnom momčadi, dok je na 100 m zauzeo drugo mjesto iza Mauricea Greenea.
Nakon sezone 1997. Baileyu je, dok je igrao košarku tijekom postsezone 1998., pukla ahilova tetivoa, čime je zapravo završio svoju karijeru. Na Ljetnim olimpijskim igrama 2000. godine je pokušao vratiti se u vrh, ali je obolio od upale pluća i ispao tijekom prvog dijela natjecanja. Iz sporta se povukao 2001. godine, trostruki svjetski i dvostruki olimpijski prvak.
Baileyjevo vrijeme od 9,84 u Atlanti bio je svjetski rekord na 100 metara od 1996. do 1999., kada ga je oborio Maurice Greene. Vrijeme je također stajalo kao rekord Commonwealtha od 1996. do 2005., kada ga je oborio Asafa Powell, i trenutni je kanadski rekorder (dijeli se s Brunyjem Surinom od 1999.). Njegov olimpijski rekord oborio je Usain Bolt na Olimpijskim igrama u Pekingu 2008. godine. Trenutno je važeći njegov svjetski rekord na 50 metara u dvorani, koji iznosi 5,56 sekundi.

## Najbrži čovjek na svijetu
Tih godina je na dužim dionicama sprinta (200 m, 400 m) vladao Michael Johnson. Da bi se razriješila dvojba tko je 'najbrži čovjek na svijetu' organizirana je 1997. godine utrka između njih dvojice na dionici od 150 metara, dionici koja nije uobičajena pa nije smjela pogodovati niti jednom trkaču. Utrka je održana u Torontovom Rogers Centeru. Ranije u proljeće 1997. Johnson je počeo izvoditi televizijske promocije u kojima se kao "najbrži čovjek na svijetu" plasirao kao rezultat svog svjetskog rekorda na 200 metara, unatoč činjenici da nositelji svjetskih rekorda na 100 m tradicionalno dobivaju tu neslužbenu titulu. Iako je Bailey sudjelovao u natjecanju, u početku je odbio sudjelovati, izjavivši da je "o najbržem čovjeku na svijetu odlučeno u Atlanti".
Bailey je pobijedio s vremenom 14,99 sekundi i dobio 1,5 milijuna dolara. Nažalost, tijekom te utrke Johnson je doživio ozljedu mišića, te je nakon 100 m morao odustati, pa je Bailey lako pobijedio.
Nakon te sezone počeli su i problemi Baileya s ozljedama, te iako je još nekoliko godina nastupao više nikad nije ponovio blistave rezultate kao ranije.

## Nakon trkačke karijere
Nakon trkačke karijere, Bailey je pokrenuo vlastitu tvrtku nazvanu DBX Sport Management koja pomaže amaterskim sportašima da pronađu način da se promoviraju. Također je pokrenuo kliniku za sportske ozljede u Oakvilleu, Ontario.
Dva puta je primljen u kanadsku sportsku kuću slavnih: 2004. godine kao pojedinac, a 2008. kao dio štafete 4×100 na Ljetnim olimpijskim igrama 1996. godine.
U kolovozu 2008. Bailey je počeo raditi kao komentator staze za CBC televiziju na Ljetnim olimpijskim igrama 2008. godine. Vratio se kao analitičar za CBC-ovo izvještavanje o Ljetnim olimpijskim igrama 2016. godine.
Godine 2016., postao je članom Reda Ontarija. Godine 2017., na kanadskom šetalištu slavnih (Walk of Fame) je dodana njegova zvijezda.
Godine 2018. objavljeno je da je Bailey cijelu svoju sportsku zakladu od 3,75 milijuna dolara prebacio na odvjetnike, koji su to uložili u nešto što je kanadska vlada utvrdila da je shema utaje poreza. Bailey je izgubio cijeli iznos zbog sheme, međutim sudovi su naložili Aird & Berlisu da zbog nepažnje plate sve nepodmirene poreze.

## Osobni rekordi
| Disciplina | Vrijeme (u sekundama)                  | Mjesto održavanja      | Datum            |
| ---------- | -------------------------------------- | ---------------------- | ---------------- |
| 50 metara  | 5.56                                   | Reno, Nevada, SAD      | 9. veljače 1996. |
| 60 metara  | 6.51                                   | Maebashi, Gunma, Japan | 8. veljače 1997. |
| 100 metara | 9,84 (1996. – 1999.) 0 (1996. – 2008.) | Atlanta, SAD           | 27. srpnja 1996. |
| 150 metara | 14,99                                  | Toronto, Kanada        | 1. lipnja 1997.  |
| 200 metara | 20.42                                  | Luzern, Švicarska      | 2. srpnja 1998.  |